# Hanwula (socken i Kina, lat 44,78, long 118,75)
Hanwula (kinesiska: 罕乌拉, 罕乌拉苏木) är en socken i Kina. Den ligger i den autonoma regionen Inre Mongoliet, i den norra delen av landet, omkring 730 kilometer nordost om regionhuvudstaden Hohhot.
Genomsnittlig årsnederbörd är 575 millimeter. Den regnigaste månaden är juni, med i genomsnitt 165 mm nederbörd, och den torraste är januari, med 4 mm nederbörd.